# Papilio desmondi
Espèce
Statut de conservation UICN

LC : Préoccupation mineure
Papilio desmondi est une espèce de lépidoptères (papillons) de la famille des Papilionidae. Cette espèce est présente en Afrique de l'Est, au Kenya, en Tanzanie, au Malawi, en Zambie at au Mozambique. 

## Description
À l'avers les ailes sont noires, les ailes antérieures portent une bande bleu-vert un peu plus large que chez Papilio chrapkowskii, ainsi que deux petites macules de même couleur à l'apex et chez certains spécimens une série de très petites macules submarginales. Les ailes postérieures sont allongées et dentelées et portent une large bande bleu-vert et une série de macules submarginales. 
Au revers les ailes sont marron foncé. Les ailes antérieures sont orangées à l'apex et portent une série de macules submarginales de couleur crème. Les ailes postérieures sont orangées à la base et portent une mince bande crème submarginale ainsi que deux petites macules de même couleur dans l'angle anal. La femelle a des bandes crème plus larges et porte en outre des marques satinées plus claires à l'apex des ailes antérieures et sur les ailes postérieures.
Le corps est noir.

## Écologie
Les femelles pondent leurs œufs sur la plante-hôte. Les plantes-hôte identifiées appartiennent toutes à la famille des Rutacées : Vepris eugeniifolia, les espèces des genres Calodendrum, Citrus, Clausena et Teclea, Zanthoxylum asiatica et d'autres espèces du genre Zanthoxylum. 
Comme toutes les espèces de Papilionides les chenilles portent derrière la tête un osmeterium, organe fourchu qu'elles déploient pour faire fuir les prédateurs. Elles passent par cinq stades avant de se changer en chrysalide. La chrysalide est attachée à son support par son crémaster et maintenue tête en haut par une ceinture de soie.
Les adultes se nourrissent du nectar des fleurs, ceux de la sous-espèce magdae visitent les jardins et apprécient particulièrement les fleurs de Bougainvillier.

## Habitat et répartition
Papilio desmondi est présent au Kenya, en Tanzanie, au Malawi, en Zambie at au Mozambique. L'espèce vit dans les forêts de montagne, de 300 à 2600 m d'altitude.

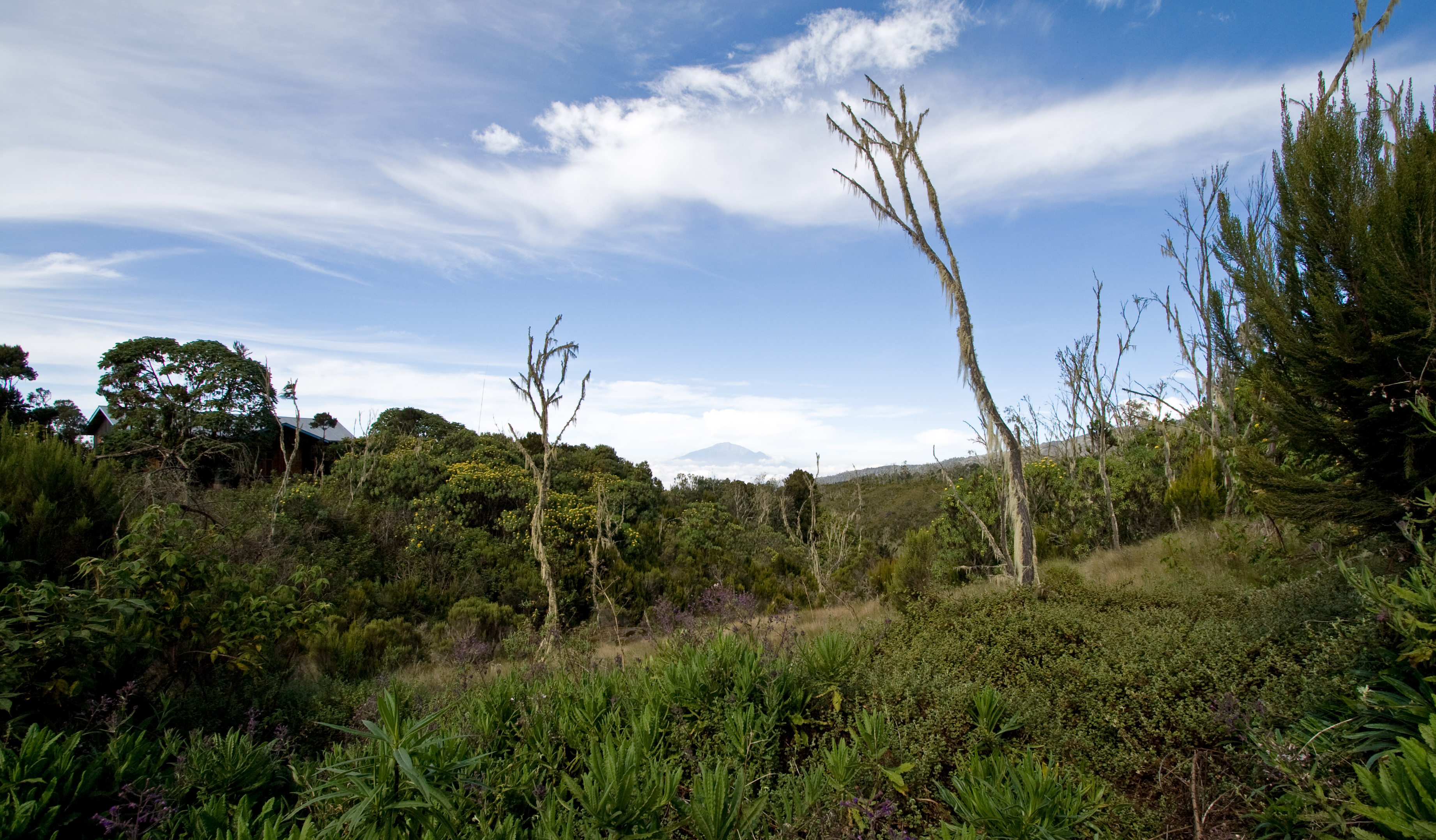
Forêt du Kilimandjaro, avec le Mont Méru à l'arrière-plan
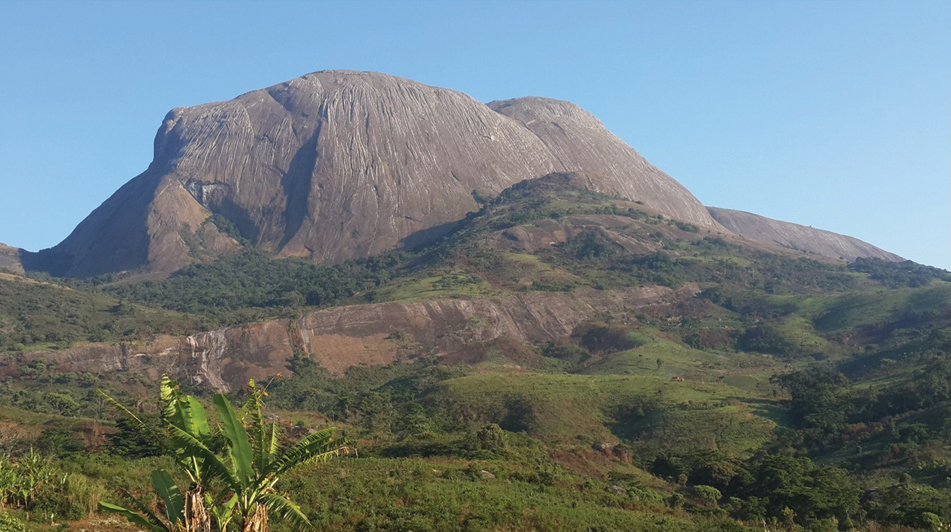
Mont Namuli (Mozambique)

## Systématique
L'espèce Papilio desmondi a été décrite pour la première fois en 1939 par l'entomologiste australien Victor Gurner Logan van Someren (d) (1886-1976) dans The Journal of the East Africa and Uganda Natural History Society sous le nom Papilio brontes desmondi, à partit de spécimens capturés dans les Chyulu Hills au Kenya. Elle appartient au groupe de Papilio nireus qui comprend une quinzaine de Papilio africains.

### Sous-espèces[1]
- P. desmondi desmondi : sud-est du Kenya (Chyulu Hills)
- P. desmondi magdae : nord de la Tanzanie (Kilimandjaro, Mont Méru, North Pare, Arusha et Ngorongoro).
- P. desmondi teita : sud-ouest du Kenya (monts Taita, mont Sagala)
- P. desmondi usambaraensis : est et sud de la Tanzanie (de Usambara jusqu'aux montagnes de Njombe et au mont Rungwe), Zambie (monts Mafinga et Makutu), nord du Malawi, Mozambique (mont Namuli et mont Mabu).

## Papilio desmondiet l'Humain

### Nom vernaculaire
L'espèce est appelée en anglais Desmond's green-banded swallowtail ou encore "Wedged Malachite". La sous-espèce teita est aussi nommée "Taita Blue-banded Papilio".

### Menaces et conservation
Cette espèce n'est pas considérée comme globalement menacée par l'UICN. Toutefois elle peut être menacée localement par la déforestation et la sous-espèce teita est considérée comme en danger d'extinction à cause de la perte de son habitat (en raison de la déforestation il ne reste que 5% de son habitat d'origine).